# I Lubuskie Lato Filmowe
I Lubuskie Lato Filmowe – pierwsza edycja najstarszego polskiego festiwalu filmowego odbyła się w roku 1969 w Łagowie w województwie lubuskim.
Jury konkursu przyznało nagrodę Syrenki Warszawskiej dla filmu Wszystko na sprzedaż w reżyserii Andrzeja Wajdy, jako najlepszego polskiego filmu w sezonie (1 stycznia 1968 - 31 maja 1969 roku). 

## Jury
- Jerzy Płażewski "Kino" Warszawa (przewodniczący)
- Zbigniew Solecki Polskie Radio, Zielona Góra (sekretarz)
  - Leon Bukowiecki Ekran (członek)
  - Konrad Eberhardt Ekran (członek)
  - Stanisław Grzelecki Życie Warszawy (członek)
  - Ryszard Koniczek Kino (członek)
  - Rafał Marszałek Współczesność (członek)
  - Jan Niebkowski delegat Prezydium Zarządu Głównego SDP (członek)